# Tibet (Band)
Tibet war eine Progressive-Rock-Band, die im Jahr 1970/1971 von Jürgen Krutzsch (Spitzname: Pöngse) in Werdohl im Sauerland gegründet wurde.

## Geschichte
Der erste Auftritt der Band war 1972. Krutzsch und Teske hatten in der Gründungsphase mit Hamann und Kumpakischkis zwei ehemalige Bandmitglieder für die Band gewinnen können. Im darauffolgenden Jahr stieß Wolfgang Wilka (Spitzname: Waltraud, später Traudl) zunächst als Roadie zur Band. Er entwickelte eine Lightshow, die zum festen Bestandteil der Liveauftritte wurde. Wilka verließ 1979 die Band.
Der Musikstil setzte sich aus Progressive Rock mit Psychedelic-, Classic-, Jazz- und Fernost-Elementen zusammen. Aus Jamsessions bei den Proben entstanden oftmals neue Stücke. Dieter Kumpakischkis mit klassischer Ausbildung komponierte Songs wie Baroque‘n‘Roll. Im Januar 1976 verließ Dieter Kumpakischkis zeitweise aus beruflichen Gründen die Band. Deff Ballin ersetzte Kumpakischkis und auch Klaus Werthmann (Gesang) stieg bei Tibet ein. Die Band entwickelte das Projekt Co(s)mic Rock Spectacle.
Im Mai 1978 erschien die einzige Studio-LP Tibet (Bellaphon), mit dem Projekt war Tibet aber bereits im Februar 1978 aufgetreten. Für den Track 9 des Albums erfolgte der Gesangspart durch Richard Hagel von der Pee Wee Bluesgang. Die LP, im Hamburger Star-Club präsentiert, erschien außer in Deutschland in weiteren Ländern (1994 in Frankreich (Musea), 2005 in Russland (Musea), 2013 (Belle Antique) und 2020 in Japan (Belle Antique)). Die LP wurde 2015, 2019 und 2021 bei Sireena Records erneut aufgelegt.
Am 26. Juli 2024 erschien die neue CD Porta Westfalica 1975. Die Stücke der CD stammen von einem Konzert, welches am 13. Juli 1975 auf der Freilichtbühne in Porta Westfalica stattfand. Die Aufnahmen waren fast 50 Jahre verschollen und wurden erst 2023 wiedergefunden.
Die Band war bei insgesamt 150 Konzerten, davon 134 mit Lightshow, neben Auftritten in Deutschland auch auf Festivals in England aktiv: 1974 auf dem Windsor-Free-Festival und im darauffolgenden Jahr u. a. mit Traffic, Gong und den Stranglers auf dem Watchfield Free Festival. In Deutschland gaben Tibet z. B. Konzerte in der Philipshalle in Düsseldorf und waren mit Eloy, Grobschnitt, Kraan und Ekseption auf einer Bühne.
Tibet lösten sich 1980 auf, wobei Ballin kurz vorher zu Geier Sturzflug gewechselt war. Am 22. März 1980 gaben sie ihr letztes Konzert.

## Diskografie
- - 1976: Only Man’s Love/She is	gone (Single, EYE	Records)
  - 1977: Rock Offers 2	(Sampler, OMP)
  - 1979: Tibet (LP,	Hot-Stuff/Bellaphon)
  - 1994: Tibet (CD, Musea	Records)
  - 2001: Psychedelic Gems Vol. 5	(Sampler, GoD-Rec.)
  - 2012: Music for your brain	(6-CD-Sampler, Target Music)
  - 2013: Tibet (CD, Belle Rec.	Japan) Bootleg?
  - 2015: Tibet (LP-reissue,	Sireena) Coloured Vinyl + Klapp-Cover m. Fotos
  - 2016: The Spirit of Sireena	Vol.10 (Sampler, Sireena)
  - 2021: Tibet (CD-reissue	Sireena) + 2 Bonus Tracks
  - 2022: The Spirit of Sireena	Vol.16 (Sampler, Sireena)
  - 2024: Psychedelic Underground	(Sampler, GoD-Rec.)
  - 2024: Porta Westfalica 1975	live (CD, Garden	of Delights)
  - 2025: Porta Westfalica 1975 live, mit	48-Seiten-Deluxe-Booklet in LP-Größe (LP, Garden	of Delights)